# Vienna (Wirginia Zachodnia)
Vienna – miasto w Stanach Zjednoczonych, w stanie Wirginia Zachodnia, w hrabstwie Wood. Według danych spisu powszechnego z 2000 roku liczyło 10 861 mieszkańców.